# Paradiallus duaulti
Paradiallus duaulti är en skalbaggsart som beskrevs av Stefan von Breuning 1962. Paradiallus duaulti ingår i släktet Paradiallus och familjen långhorningar.
Artens utbredningsområde är Laos. Inga underarter finns listade i Catalogue of Life.